# Ghisoni
Ghisoni település Franciaországban, Haute-Corse megyében. Lakosainak száma 194 fő (2022. január 1.). Ghisoni Vezzani, Bastelica, Bocognano, Palneca, Ghisonaccia, Isolaccio-di-Fiumorbo, Lugo-di-Nazza, Muracciole, Pietroso, Poggio-di-Nazza és Vivario községekkel határos.

## Népesség
A település népességének változása:
| Lakosok száma | 664  | 385  | 335  | 234  | 222  | 214  | 212  | 210  | 207  | 194  |
|               | 1968 | 1982 | 1990 | 2006 | 2013 | 2015 | 2017 | 2019 | 2020 | 2022 |